# María Auxiliadora Honorato Chulián
María Auxiliadora Honorato Chulián (Cádiz, 30 de noviembre de 1974) es una jurista, antropóloga y política española, diputada por Sevilla en el Congreso durante las XI y XII legislaturas.

## Biografía
Licenciada en Derecho por la Universidad de Sevilla y en Antropología Social por la UNED, desde 2002 es funcionaria del Cuerpo Superior de Gestión Administrativa de la Junta de Andalucía. Forma parte del Consejo Ciudadano Estatal y del Consejo Ciudadano andaluz de Podemos y es secretaria de Acción Institucional. En diciembre de 2015 fue elegida diputada por Sevilla al Congreso de los Diputados, siendo reelegida en junio de 2016.